# 振動計
振動計（しんどうけい、英: vibrometer）とは振動を測定する測定装置の総称。

## 概要
振動の周波数と振幅を数値化する。

## 種類

### 機械式振動計
内部にばねまたは蛇腹、シリンダが内蔵されていて振動を数値化して表示する。

### 電磁式振動計
ピックアップコイルを使用して振動を電気的に検出して数値化する。電気的に増幅できるので高感度化が可能。

### 圧電式振動計
圧電素子を使用して振動を電気的に検出して数値化する。電気的に増幅できるので高感度化が可能。

### 光学式振動計
主にレーザーを使用して振動を光学的に検出して数値化する。光電変換素子を使用して電気信号に変換後、電気的に増幅できるので高感度化が可能。ピックアップコイルや圧電素子のような計測用のプローブを計測対象に設置せずに非接触で計測できるのでプローブを設置すると振動数に影響を与えるような微小な物体や高温の物体、液面のようなそもそもプローブの設置の困難な計測対象も計測可能。光学振動計の原理は数種類あり、三角測量の原理で光位置センサを利用する形式と干渉計の原理で位相のずれによって生じる濃淡を光センサーで検出する方法(光ヘテロダイン式)等がある。

### 電磁波式振動計
マイクロ波ドップラー・レーダーを利用して相対的な変位を測定する。波長が光波よりも長いので分解能は光学式振動計よりも劣る。計測だけではなく、災害時の人命救助や高齢者の介護や防犯等の用途にも適用される。

## 代表的なメーカー
- リオン
- IMV
- 小野測器
- 昭和測器
- エミック
- キーエンス
- ポリテック

## 文献
- 松島晧三、「長周期サーボ振動計」 『計測と制御』 1967年 6巻 5号 p.308-319, doi:10.11499/sicejl1962.6.308
- 浅川賢一, 田幸敏治, 平田照二、「レーザー干渉計による地面振動の測定」 『応用物理』 1979年 48巻 6号 p.519-525, doi:10.11470/oubutsu1932.48.519
- 野田満靖, et al. "レーザー変位計を用いた小口径配管の振動応力計測方法の開発─ 誤差の検討と板梁を用いた振動試験による適用性の検討─." INSS journal 14 (2007): 126-135.
- 宮下剛, 藤野陽三、「レーザードップラー速度計を用いた三次元多点振動計測システムの開発」 『土木学会論文集Ａ』 2007年 63巻 4号 p.561-575, doi:10.2208/jsceja.63.561